# Ruaidhrí Higgins
Ruaidhrí Higgins, né le 23 octobre 1984 à Limavady en Irlande du Nord, est un footballeur nord-irlandais. Il évolue principalement au Derry City Football Club avec lequel il remporte deux coupes d'Irlande et cinq coupes de la Ligue d'Irlande. Une fois sa carrière de joueur terminé il devient entraîneur. Il remporte la coupe d'Irlande avec Derry City FC.

## Biographie
Ruaidhrí Higgins nait à Limavady dans le Comté de Derry en Irlande du Nord. Après avoir joué dans les équipes de jeunes du club amateur de Newtown Youths, il part en Angleterre pour intégrer le centre de formation du Coventry City Football Club. Faute de pouvoir y devenir professionnel, il revient en Irlande du Nord et s'engage en 2004 avec le Derry City Football Club qui dispute non pas le championnat d'Irlande du Nord mais celui de l'Irlande. Il fait ses débuts au Brandywell Stadium le 14 octobre 2004 contre Drogheda United.
En cinq saisons avec Derry City, Higgins remporte quatre coupes de la Ligue et une coupe d'Irlande.
Au terme de la saison 2009, Derry City est sanctionné par la fédération irlandaise de football pour des contrats non officiels avec des joueurs. L'ensemble des joueurs est alors libre de quitter le club. Ruaidhrí Higgins passe un essai en Écosse auprès d'Aberdeen Football Club mais le manager du club Mark McGhee décide de ne pas le retenir. Higgins retourne alors en Irlande et s'engage au Bohemian Football Club en janvier 2010. Après avoir intégré le onze de départ de l'équipe de Pat Fenlon, il marque son premier but pour les Boh's le 3 mai 2010 contre Drogheda. Toutefois il perd progressivement la confiance de son entraîneur à cause de mauvaises performances. Il est relégué sur le banc des remplaçants et voit son équipe échouer à la deuxième place en championnat, battus à la différence de but par les Shamrock Rovers. A la fin de la saison, il quitte Dublin pour retourner au Derry City Football Club.
Lors de ce deuxième passage à Derry, Higgins gagne deux nouveaux trophées, une Coupe d'Irlande et une Coupe de la Ligue.
Le 14 janvier 2014, Higgins quitte de nouveau Derry pour s'engager cette fois-ci au Dundalk Football Club Il rejoint en fait son ancien entraîneur Stephen Kenny.
Il part ensuite en Irlande du Nord pour jouer sous les couleurs du Coleraine Football Club. En 2017, il décide d'arrêter sa carrière de joueur pour devenir entraîneur de football. Il rejoint Dundalk pour devenir assistant de Stephen Kenny. En mai 2020, il accompagne Kenny qui vient de prendre le poste de sélectionneur de l'équipe de république d'Irlande de football. Il est un de ses assistants, spécifiquement en charge de l'analyse des adversaires de la sélection nationale.
Le 23 avril 2021 il est recruté par son ancien club, le Derry City Football Club qui lui confie le poste de manager du club. Après une première saison encourageante lors de laquelle il mène son équipe à une quatrième place synonyme de qualification pour la Ligue Europa Conférence, Higgins réussit une très belle deuxième saison : Derry se hisse à la deuxième place du championnat et remporte la Coupe d'Irlande en battant Shelbourne 4-0.

## Palmarès

### Comme joueur
Avec Derry City
- Coupe d'Irlande de football
  - Vainqueur en 2006 et 2012
- Coupe de la Ligue d'Irlande de football
  - Vainqueur en 2005, 2006, 2007, 2008 et 2011.

Avec le Bohemian FC
- Setanta Sports Cup 2009-2010

Avec Dundalk
- Championnat d'Irlande de football
  - Vainqueur en 2014
- Coupe de la Ligue d'Irlande de football
  - Vainqueur en 2014

### Comme entraîneur
- Coupe d'Irlande de football
  - Vainqueur en 2022